# نوكيا 3205
نوكيا 3205 هو أحد أجهزة نوكيا، شركة الهواتف والتقنية النقالة. يأتي هذا الجهاز مع شاشة نوعها 128 * 128 12-بت (4096) لون. تم إصدار هذا الجهاز في 2004. أما بالنسبة لوضعية إنتاجه الحالية فلم يعد يتم إنتاجه. تقنيته/تردده هي CDMA2000 1x/AMPS. جيل الجهاز هو DCT4. عامل الشكل (التصميم) للجهاز هو "قطعة حلوى.